# Wapniak (dopływ Pląsawy)
Wapniak (niem Kalkwasser) – potok górski,  lewostronny dopływ Pląsawy o długości około 1,2 km.
Potok płynie w Sudetach Zachodnich, w Karkonoszach, w woj. dolnośląskim. Jego źródła położone są na wysokości około 1055 m n.p.m., we wschodniej części Śląskiego Grzbietu, pod Suszycą, poniżej Kotków. Płynie ku wschodowi, przez Polanę, następnie uchodzi do Pląsawy.
Powyżej potoku, na lewym brzegu biegnie żółty szlak turystyczny prowadzący z Bierutowic przez Polanę do Słonecznika